# Hyporhagus gilensis
Hyporhagus gilensis es una especie de coleóptero de la familia Monommatidae.

## Distribución geográfica
Habita en Arizona y California (Estados Unidos).

## Subespecies
- Hyporhagus gilensis californicus
- Hyporhagus gilensis gilensis
- Hyporhagus gilensis opuntiae